# Salacia cordata
Salacia cordata là một loài thực vật có hoa trong họ Dây gối. Loài này được (Miers) Mennega miêu tả khoa học đầu tiên năm 1992.